# 151e division d'infanterie (Allemagne)
La 151e division d'infanterie est une des divisions d'infanterie de l'armée allemande (Wehrmacht) durant la Seconde Guerre mondiale. Cette division ayant servi principalement de réserve elle est également connue sous le nom de 151. Reserve-Division et 151. Ersatz-Division.

## Historique
La 151e division d'infanterie est formée le 6 décembre 1939 à Allenstein dans le Wehrkreis I en tant que division de l'Armée de remplacement.
Le 151. Division est renommée Division Nr. 141.
Le 14 septembre 1940, la division est transférée à Budweis dans le Protectorat de Bohême et de Moravie. Le 15 juillet 1941, elle est transférée à Olsztyn, dans le I.
Le 25 septembre 1942, elle est renommée 151e division de réserve. Elle est dissoute en février 1944 et est absorbée par la Infanterie-Division Mielau.
Son état-major est repris par la Division Nr. 461.

## Organisation

### Commandants
| Date                                              | Grade           | Commandant           |
| ------------------------------------------------- | --------------- | -------------------- |
| 6 décembre 1939 - 1er avril 1942                  | Generalmajor    | Leopold von Reibnitz |
| 1er avril 1942 - 22 juin 1942                     | Generalleutnant | Helmuth Castorf      |
| 22 juin 1942 - 25 septembre 1942 - 9 février 1944 | Generalleutnant | Wolf Schede          |

## Théâtres d'opérations
151e division d'infanterie
- Prusse orientale : décembre 1939 - Septembre 1940
- Tchécoslovaquie : septembre 1940 - Juillet 1941
- Prusse orientale : juillet 1941 - Septembre 1942

Réserve de la 151e division d'infanterie
- Lituanie : septembre 1942 - Octobre 1943
- Front de l'Est, secteur Nord : octobre 1943 - Février 1944

## Ordres de bataille
151e division d'infanterie
- Infanterie-Ersatz-Regiment 11
- Infanterie-Ersatz-Regiment 61
- Infanterie-Ersatz-Regiment 217
- Infanterie-Ersatz-Regiment 228
- Artillerie-Ersatz-Regiment 11
- Pionier-Ersatz-Bataillon 206
- Pionier-Ersatz-Bataillon 311
- Panzerjäger-Ersatz-Abteilung 1
- Fahr-Ersatz-Abteilung 1
- Kraftfahr-Ersatz-Abteilung 1

Réserve de la 151e division d'infanterie
- Reserve-Grenadier-Regiment 21
- Reserve-Grenadier-Regiment 217
- Reserve-Artillerie-Abteilung 1